# Calando

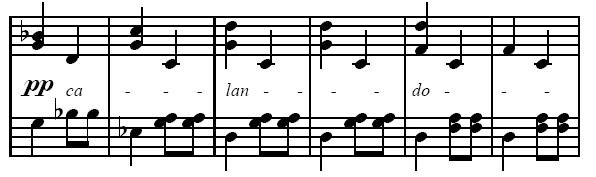
Fragment notacji muzycznej z oznaczeniem calando

Calando – oznaczenie w notacji muzycznej nakazujące stopniowe zmniejszanie natężenia dźwięku (patrz dynamika) z jednoczesnym zmniejszaniem szybkości gry (patrz tempo). W partyturach pojawiło się w połowie XVIII wieku, m.in. w Kwartecie smyczkowym A-dur W.A. Mozarta.